# Antonella Moscatelli
Fabiana Antonella Moscatelli Saucedo (Santa Cruz de la Sierra, Bolivia; 16 de septiembre de 1995) es una modelo y reina de belleza boliviana que ganó en el certamen de belleza Miss Santa Cruz 2016. Como Miss Santa Cruz 2016 participó en el Miss Bolivia Universo 2016 donde resultó ganadora, con dicho título que ostentaba representó a su país en el Miss Universo 2016 que se realizó en Filipinas el 30 de enero de 2017 la cual ganó la representante de Francia, Iris Mittenaere.

## Biografía
Antonella Moscatelli nació en la ciudad de Santa Cruz de la Sierra el 16 de septiembre de 1996. A sus 16 años (año 2012), inició su carrera como modelo profesional, logrando ingresar a la Agencia de Modelos Pablo Manzoni encargado de las Magníficas de Bolivia, en la cual trabajo por 3 años (2012, 2013 y 2014) en dicha agencia, después se tomó un descanso por un año y se enfocó en sus estudios. En 2016, participó en el Miss Santa Cruz 2016 organizado por la agencia Promociones Gloria, en la cual fue la máxima ganadora de la corona cruceña.En 2016 se coronó como Miss Bolivia Universo 2016 en la gala del certamen que se realizó en el salón Sirionó de la Fexpocruz, de la ciudad de Santa Cruz de la Sierra. En el 2022 contrae nupcias con el joven empresario Joey Rivero en una intima ceremonia en la ciudad de Santa Cruz.

## Miss Santa Cruz
Con 20 años de edad, se inscribió al concurso más importante del Departamento de Santa Cruz, y compitió con 16 señoritas de Santa Cruz, representando a la Agrupación CURUMECHACA, en la gala previa al evento se consagró con el Título Previo de Chica AMAZONAS, en la noche final 2 de abril se corona como la nueva Miss Santa Cruz 2016, mientras que las demás ganadoras fueron;
- Srta Santa Cruz 2016 - Yessenia Barrientos ,
- Miss Litoral 2016 - Anita Gamon Kattan
- Srta Litoral 2016 - Kendra Yáñez Dantas,.[2]

## Miss Bolivia Universo 2016
Antonella como Miss Santa Cruz compitió con 23 candidatas por el título Miss Bolivia Universo 2016, la cual la noche final del 25 de junio se coronó como la máxima ganadora, en la ciudad de Santa Cruz de la Sierra, además ganó los premios de Miss Silueta Paceña y Mejor Cabellera Sedal Rizo, ella nos representara en los próximos concursos de Reina Hispanoamericana 2016 y el Miss Universo 2016.

## Miss Universo 2016
Antonella como Miss Bolivia Universo 2016 representó a Bolivia en el Miss Universo 2016 que se realizó el 30 de enero de 2017 en Filipinas lo cual lo ganó la representante de Francia Iris Mittenaere.

### Polémicas durante su reinado
Polémica: causó mucho revuelo en las redes sociales, haciéndole muchas burlas y polémica por ser la primera Miss Bolivia en llegar con sobre peso al Miss Universo y no poner las ganas y el estusiasmo de representar a Bolivia, y también se hizo viral la torcida de pies que hizo en la preliminar en traje debaño, (que por poco se cae en la pasarela).
Polémica de Drogas: Antonella salió a desmentir en conferencia de prensa, una noticia que se hizo viral en redes sociales un fin de semana, en que se aseguraba que la soberana había sido detenida en Londres con 20 kilos de cocaína.
Ante tal información, la reina de belleza desmintió totalmente la publicación de una página de Internet y anunció que se están haciendo las averiguaciones para someter a la justicia a él o los autores de esa “maquinación difamatoria y calumniosa”.
Moscatelli hacía referencia a una publicación que tituló: “Miss Bolivia 2016 fue arrestada en el Aeropuerto de Londres-Heathrow con 20 kg de cocaína”.
“Ni siquiera la ciudad de Londres estuvo en mi itinerario de viaje ni a la ida ni a la vuelta cuando concurrí a participar del Miss Universo en Filipinas, prueba de ello es que me encuentro ante Uds. y desarrollando mis actividades”, señaló Antonella..